# Максвелл, Флер
Флер Максвелл (люкс. Fleur Maxwell; род. 5 августа 1988 года в Дюделанже, Люксембург) — люксембургская фигуристка, выступавшая в одиночном разряде. Она — трёхкратная чемпионка Люксембурга 2005, 2014 и 2015 годов. По состоянию на январь 2017 года занимает 73-е место в рейтинге Международного союза конькобежцев (ИСУ).

## Карьера
Флер начала кататься на коньках в 9 лет, что довольно поздно в современном фигурном катании. Её первым «взрослым» стартом стал чемпионат Европы 2005, где она сразу заняла 14-е место. Но на последовавшем чемпионате мира она заняла 29 место и, чтобы попасть на Олимпийские игры в Турин, ей требовалось пройти дополнительный отбор. Осенью 2005 года на Мемориале Карла Шефера, завоевав бронзовую медаль, она квалифицировалась для участия в Олимпийских играх 2006. Максвелл была единственным представителем Люксембурга на играх в Турине, и это был второй раз в истории, когда фигуристы страны участвовали в Олимпиаде (первым был Патрик Шмит, принявший участие в Олимпиаде 1998 года в Нагано).
После Олимпиады Максвелл прервала карьеру фигуристки. Обучалась актёрскому мастерству в Лос-Анджелесе и Париже и не занималась фигурным катанием. Она снова вернулась на лёд в сезоне 2009—2010. Солидный перерыв сказался на её результатах: на чемпионате Европы 2010 она стала только 34-й, а на чемпионате мира — 33-й. На Nebelhorn Trophy 2009, являвшимся отборочным на Олимпиаду в Ванкувере, она смогла занять только 24-е место и не прошла отбор на Олимпийские игры. Тем не менее, она объявила о продолжении карьеры до Олимпиады в Сочи, а также о том, что в постановке программ ей будет помогать Стефан Ламбьель.
На Nebelhorn Trophy 2013, на котором разыгрывались олимпийские лицензии в Сочи, она стала 15-й и не смогла отобраться на Олимпийские игры. Однако на следующий год на Nebelhorn Trophy 2014 выступила превосходно в произвольной программе, где улучшила своё лучшее достижение и попутно улучшила и результат в сумме. Через две недели на турнире Финляндии она вновь улучшила свои результаты в произвольной программе и сумме. На чемпионате Европы в январе 2015 она хорошо откатала короткую программу (улучшив свои спортивные достижения), однако в произвольной совершила ряд ошибок и замкнула только двадцатку.
Следующий сезон спортсменка начала лишь в конце ноября в Дортмунде на турнире Трофея Северной-Рейн Вестфалии, где выступила не очень уверенно. Но в Будапеште, на турнире Santa Claus Cup, её ждал успех — бронзовая медаль. В ранге самой опытной фигуристки-одиночницы Флер установила новые личные рекорды в произвольной программе и в сумме двух программ на чемпионате Европы 2016, причём в произвольной программе показала 14-й результат.
Сезон 2016-2017 пропустила из-за травмы, из-за рецидива была вынуждена завершить спортивную карьеру.

## Спортивные достижения

### Результаты после 2009 года
| Соревнования              | 2009—2010 | 2010—2011 | 2011—2012 | 2012—2013 | 2013—2014 | 2014—2015 | 2015—2016 |
| ------------------------- | --------- | --------- | --------- | --------- | --------- | --------- | --------- |
| Чемпионаты мира           | 33        |           | 37        |           |           |           |           |
| Чемпионаты Европы         | 34        | 22        | 25        | 24        | 33        | 20        | 18        |
| Nebelhorn Trophy          | 24        |           |           | 15        | 15        | 8         |           |
| Finlandia Trophy          |           |           |           | 9         | WD        | 8         |           |
| Кубок Баварии             |           |           |           | 24        |           | 9         | 9         |
| Международный кубок Ниццы |           |           | 23        |           |           |           |           |
| NRW Trophy                | 12        | 21        | 13        |           |           |           | 14        |
| Золотой конёк Загреба     | WD        | 10        | 7         |           |           |           | WD        |
| Icechallenge              |           | 13        | 6         |           |           |           |           |
| Турнир в Будапеште        |           |           |           |           |           |           | 3         |
| Турнир Несквик            |           |           |           |           |           |           | WD        |
| Мемориал Гельмута Зайбта  |           |           |           |           |           |           | 8         |
| Чемпионаты Люксембурга    |           |           |           |           | 1         | 1         |           |

- WD = снялась с соревнований

### Результаты до 2006 года
| Соревнования                         | 2000—2001 | 2001—2002 | 2002—2003 | 2003—2004 | 2004—2005 | 2005—2006 |
| ------------------------------------ | --------- | --------- | --------- | --------- | --------- | --------- |
| Зимние Олимпийские игры              |           |           |           |           |           | 24        |
| Чемпионаты мира                      |           |           |           |           | 29        |           |
| Чемпионаты Европы                    |           |           |           |           | 14        | 25        |
| Чемпионаты мира среди юниоров        |           |           | 32        | 18        |           |           |
| Чемпионаты Люксембурга               |           |           |           | 2         | 1         |           |
| Чемпионаты Люксембурга среди юниоров |           |           | 1         | 1         |           |           |
| Trophee Eric Bompard                 |           |           |           |           |           | 10        |
| Мемориал Карла Шефера                |           |           |           |           |           | 3         |
| Мемориал Ондрея Непелы               |           |           |           |           |           | 6         |
| Этапы юниорского Гран-при, Германия  |           |           |           |           | 9         |           |
| Этапы юниорского Гран-при, Франция   |           |           | 8         |           | 8         |           |
| Этапы юниорского Гран-при, Хорватия  |           |           |           | 10        |           |           |
| Этапы юниорского Гран-при, Китай     |           |           | 12        |           |           |           |
| International Challenge Cup          |           |           |           | 2         |           |           |

- J = юниорский уровень;